# Colours (мини-альбом)
Colours (с англ. — «Цвета»; стилизовано под маюскул) — второй мини-альбом канадского рэпера PartyNextDoor. Он был выпущен 3 декабря 2014 года на лейбле OVO Sound в SoundCloud исполнителя. Мини-альбом был выпущен на стриминговых сервисах 29 января 2021 года и содержит четыре дополнительных песен, которые должны были быть включены в 2014 году.

## История
3 декабря 2014 года PartyNextDoor объявил даты своего предстоящего тура PND LIVE, который включал в себя города Северной Америки и Европы. Наряду с объявлением дат он выпустил четырёхпесенный мини-альбом, содержащий гостевые участия от Трэвиса Скотта и и Cash Out. Он был выпущен на SoundCloud и веб-сайте исполнителя.

## Продвижение и восприятие
Несмотря на отсутствие активного продвижения, мини-альбом был хорошо воспрянят фанатами и по состоянию на январь 2016 года собрал более 67 миллионов прослушиваний на SoundCloud PartyNextDoor.

## Список композиций
Информация из Apple Music.
| №                   | Название                                | Автор(ы)                                                    | Продюсер(ы)                        | Длительность |
| ------------------- | --------------------------------------- | ----------------------------------------------------------- | ---------------------------------- | ------------ |
| 1.                  | «Let's Get Married»                     | Jahron Brathwaite Ryan Martinez                             | G. Ry PartyNextDoor                | 3:04         |
| 2.                  | «Girl from Oakland»                     | Brathwaite N. Zanca J. Blanchet                             | PartyNextDoor                      | 4:39         |
| 3.                  | «Jus Know» (при участии Трэвиса Скотта) | Brathwaite Jacques Webster II                               | PartyNextDoor                      | 4:20         |
| 4.                  | «Don't Worry» (при участии Cash Out)    | Brathwaite John-Michael Gibson Ronald LaTour Daveon Jackson | Cardo Yung Exclusive PartyNextDoor | 3:52         |
| Общая длительность: | Общая длительность:                     | Общая длительность:                                         | Общая длительность:                | 16:35        |

| №  | Название        | Автор(ы)                                                  | Продюсер(ы)                      | Длительность |
| -- | --------------- | --------------------------------------------------------- | -------------------------------- | ------------ |
| 5. | «Peace of Mind» | Brathwaite Ozan Yildirim Martinez                         | G. Ry PartyNextDoor OZ [a]       | 5:03         |
| 6. | «Freak in You»  | Brathwaite Michael Surio Noah Shebib Martinez Sean Seaton | G. Ry Neenyo TOPFLR 40 [b]       | 4:32         |
| 7. | «Low Battery»   | Brathwaite Marques Hutchison Surio Martinez               | G. Ry PartyNextDoor M3rge TOPFLR | 4:31         |
| 8. | «Rendezvous»    | Brathwaite Nima Jahanbin Paimon Jahanbin Martinez         | G. Ry Wallis Lane PartyNextDoor  | 3:31         |

Примечания
- ↑  сопродюсер
- ↑  дополнительный продюсер

## Участники записи
- PartyNextDoor — главный исполнитель
- Ноэль «Gadget» Кэмпбелл — миксинг